# 5948 Longo
5948 Longo eller 1985 JL är en asteroid i huvudbältet som upptäcktes den 15 maj 1985 av den amerikanske astronomen Edward L.G. Bowell vid Anderson Mesa Station. Den är uppkallad efter den italienska astronomen Giuseppe Longo.
Den tillhör asteroidgruppen Chloris.